# Láb
Láb (deutsch Laab, ungarisch Láb) ist eine Gemeinde im Okres Malacky innerhalb des Bratislavský kraj in der Slowakei.

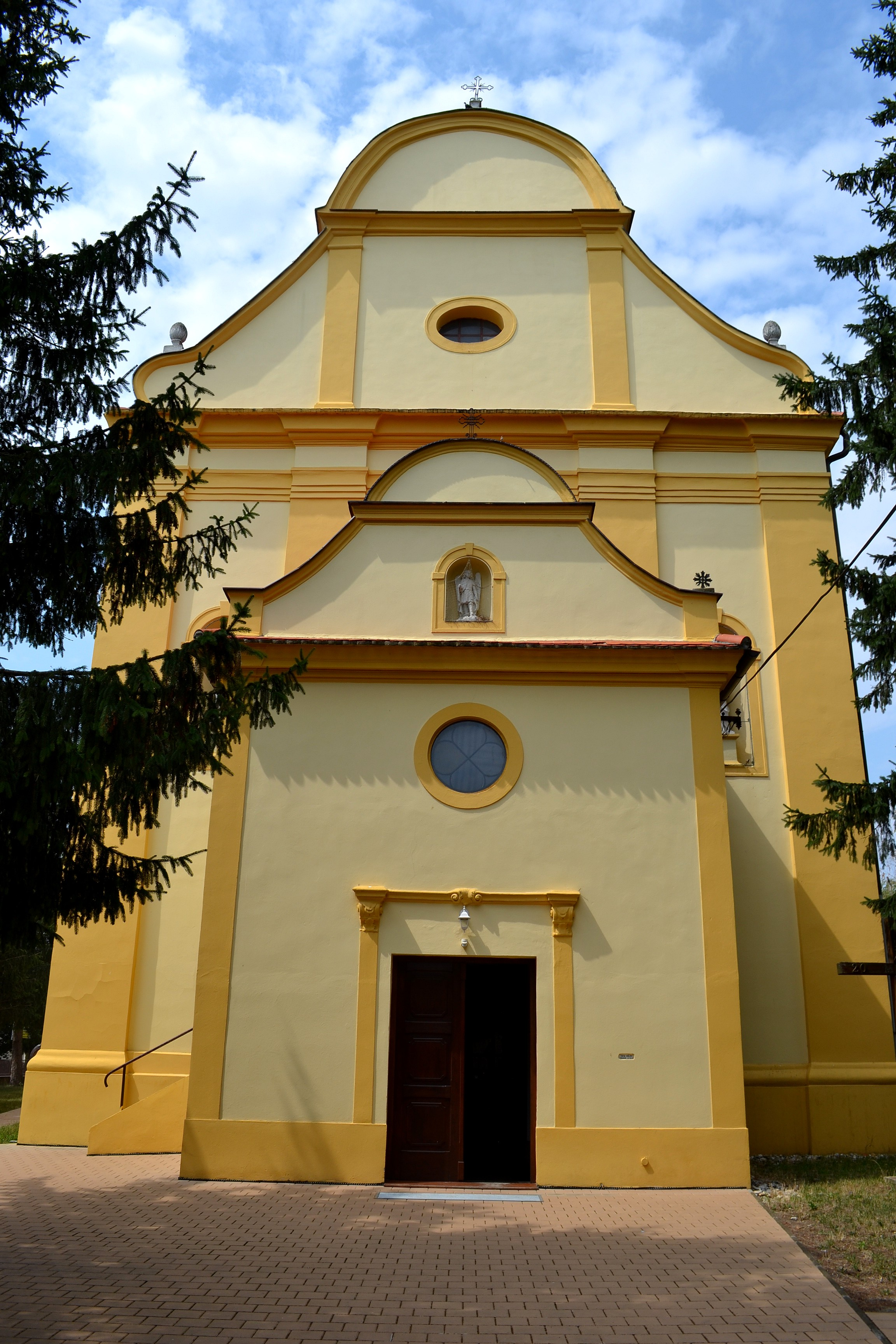
Allerheiligenkirche

## Geographie
Der Ort liegt in der Záhorská nížina (Záhorie-Tiefland) in der Záhorie und befindet sich 11 km südlich der Stadt Malacky und 32 km nördlich der Hauptstadt Bratislava.
Westlich der Gemeinde erstreckt sich das Naturschutzgebiet Záhorie.

## Geschichte
Die erste nachgewiesene Besiedlung des heutigen Gemeindegebietes stammt aus der Jungsteinzeit. Daneben wurden auch Reste einer slawischen Siedlung aus den 8. und 9. Jahrhunderten gefunden. Die erste schriftliche Erwähnung als Loyb stammt aus dem Jahr 1206, als die Gemeinde zu den Grafen von St. Georgen und Bösing gehörte, dann zum Herrschaftsgut von Burg Blasenstein (bei Plavecké Podhradie) und seit 1553 zum Herrschaftsgut von Stampfen.
Die Bevölkerung beschäftigte sich mit der Landwirtschaft, insbesondere mit dem Gemüseanbau.
Im zweiten Halbjahr 1943 befand sich ein Zwangsarbeitslager mit circa 100 Juden in Láb, die Männer waren im Wasserbau eingesetzt.

## Bevölkerung
| Jahr                | 1994 | 2004    | 2014     | 2024     |
| ------------------- | ---- | ------- | -------- | -------- |
| Anzahl der Personen | 1367 | 1387    | 1595     | 2207     |
| Unterschied         |      | +1,46 % | +14,99 % | +38,36 % |

| Jahr                | 2023 | 2024    |
| ------------------- | ---- | ------- |
| Anzahl der Personen | 2172 | 2207    |
| Unterschied         |      | +1,61 % |

## Persönlichkeiten
- Jakub Nemec (* 1992), Fußballspieler

## Kultur
- Siehe auch: Liste der denkmalgeschützten Objekte in Láb